# Priori Incantatem
Priori Incantatem è la prima raccolta, nonché album doppio, del gruppo indie-wizard rock Harry and the Potters, formato dai fratelli Paul e Joe DeGeorge. Pubblicato dall'etichetta indipendente Eskimo Laboratories a maggio del 2009, l'album contiene alcune canzoni inedite della band, apparizioni in compilation di artisti vari, tracce dei loro precedenti EP non più in distribuzione, alcuni remix e demo. Mentre il primo disco è stato pubblicato sia come CD che come download digitale, il secondo è stato distribuito esclusivamente in formato CD.

## Tracce

### Disco 1
1. Problem Solving Skillz (demo del 2002) – 1:56
2. New Wizard Anthem (remix club) – 1:49
3. The Blood of a Prince – 3:01
4. Sectumsempra – 0:27
5. Horcruxes – 2:21
6. Don't Believe It – 3:59
7. The Forbidden Forest Hockey League – 1:55
8. The Hogwarts Tonsil Hockey Team – 0:58
9. My Teacher is a Werewolf (versione rock) – 0:46
10. The Stone – 1:21
11. Let's Drink to Aragog – 2:31
12. The Cave – 2:56
13. Vernon Dursley – 0:46
14. Bacon – 2:05
15. Maybe Kreacher Will Bring Me a Sandwich – 1:35
16. My New School – 0:37
17. Unicorn Blood – 1:06
18. Touch the Brains – 0:32
19. Bertie Botts – 1:02
20. Diagon Alley – 0:28
21. The Wrath of Hermione – 1:46
22. It Ain't Easy – 10:10

### Disco 2
1. Save Ginny Weasley - 3:06
2. These Days are Dark - 3:41
3. Rocking at Hogwarts - 0:21
4. Problem Solving Skillz (Skillz to Pay the Billz) - 1:59
5. The Godfather, Part II - 3:02
6. Stick it to Dolores - 1:38
7. The Missing Arm of Viktor Krum - 1:43
8. Smootchy Smootchy Pukey Pukey - 1:48
9. Monkey Suit - 3:18
10. This Book is so Awesome - 0:26
11. Platform 9 and 3/4 (versione olandese) - 0:44
12. Hermoine Screws up the Polyjuice Potion - 0:29
13. Hagrid - 0:20
14. Phoenix Tears - 1:22
15. Ridin' in the Night - 1:04
16. Phoenix Song - 5:55